# Раш (Нью-Йорк)
Раш (англ. Rush) — місто (англ. town) в США, в окрузі Монро штату Нью-Йорк. Населення — 3490 осіб (2020).

## Демографія
Згідно з переписом 2010 року, у місті мешкало 3478 осіб у 1361 домогосподарстві у складі 991 родини. Було 1412 помешкання
Расовий склад населення:
| - 95,1 % — білих - 2,7 % — чорних або афроамериканців - 1,0 % — азіатів - 0,2 % — корінних американців |

До двох чи більше рас належало 0,7 %. Частка іспаномовних становила 1,4 % від усіх жителів.
За віковим діапазоном населення розподілялося таким чином: 21,3 % — особи молодші 18 років, 61,8 % — особи у віці 18—64 років, 16,9 % — особи у віці 65 років та старші. Медіана віку мешканця становила 47,5 року. На 100 осіб жіночої статі у місті припадало 103,0 чоловіків;  на 100 жінок у віці від 18 років та старших — 99,3 чоловіків також старших 18 років.
Середній дохід на одне домашнє господарство  становив 95 316 доларів США (медіана — 85 046), а середній дохід на одну сім'ю — 100 657 доларів (медіана — 86 449). Медіана доходів становила 68 320 доларів для чоловіків та 46 200 доларів для жінок. За межею бідності перебувало 4,9 % осіб, у тому числі 5,7 % дітей у віці до 18 років та 2,5 % осіб у віці 65 років та старших.
Цивільне працевлаштоване населення становило 1809 осіб. Основні галузі зайнятості: освіта, охорона здоров'я та соціальна допомога — 21,3 %, роздрібна торгівля — 12,4 %, будівництво — 11,1 %, виробництво — 10,5 %.